# Frolišči
Frolišči (in russo Фролищи?) è un insediamento operaio della Russia europea centro-orientale, situato nel Volodarskij rajon dell'oblast' di Nižnij Novgorod.
Si trova lungo il fiume Luch (affluente della Kljaz'ma), a nord-ovest di Volodarsk.